# Lars Boje Mathiesen
Lars Boje Mathiesen, né le 21 mai 1975 à Skive (Danemark), est un homme politique danois, fondateur et président du Parti citoyen.

## Biographie
Son engagement politique commence au sein de l'Alliance libérale dont il préside la section locale d'Aarhus à partir de 2014, après son élection au conseil municipal de la ville lors du scrutin municipal de 2013. Il quitte le parti en septembre 2016, et rejoint La Nouvelle Droite.
Il est élu député au Folketing lors des élections législatives de 2019 sous l'étiquette de La Nouvelle Droite. Il est réélu pour un second mandat lors des élections de 2022.
Le 7 février 2023, il est élu président de La Nouvelle Droite et succède à Pernille Vermund qui dirigeait le parti depuis sa fondation en 2015. Un mois plus tard, il est exclu du parti après des controverses sur sa rémunération et le financement du parti.
Après son exclusion de La Nouvelle Droite, il siège en tant qu'indépendant au Folketing à partir du 10 mars 2023. Il déclare en avril 2023 qu'il réfléchit à la création d'un nouveau parti. En avril 2024, il annonce son souhait de créer un parti, sans préciser son nom ou son organisation. Il lance officiellement le Parti citoyen le 28 août 2024. Le mouvement obtient le 17 décembre 2024 le nombre de signatures requis pour participer aux élections législatives.